# Lola Marois
Lola Marois Bigard , née le 5 novembre 1982 à Paris, est une comédienne et chanteuse française. Elle est l'épouse de l'humoriste Jean-Marie Bigard.

## Biographie
Née le 5 novembre 1982 à Paris d'un père photographe de mode et d'une mère écrivaine, elle a grandi entre l'Espagne, Los Angeles et Paris.
Titulaire d'un baccalauréat littéraire (mention bien) avec option théâtre, et d'un DEUG de lettres modernes, elle suit une formation au cours Florent et à l'académie Oscar Sisto.
Elle commence le théâtre à l'âge de douze ans et elle joue dans plus de dix pièces dans les théâtres parisiens, du théâtre baroque au contemporain[réf. nécessaire]. Elle joue ensuite dans des grandes salles (théâtre Comédia, théâtre Hébertot, théâtre Saint-Georges, etc.), où elle interprète souvent des rôles comiques.
Le 27 mai 2011, elle épouse l'humoriste Jean-Marie Bigard à la mairie du 7e arrondissement de Paris,. Ils sont les parents de jumeaux, Jules et Bella, nés le 11 novembre 2012, élevés dans la religion juive de leur mère,.
En 2017, on lui offre un rôle récurrent dans la série Plus belle la vie.
En tant que chanteuse, elle enregistre un album de musique pop intitulé Lola Marois.

## Filmographie

### Cinéma

#### Longs métrages
- 2010 : Show buzz de Rashed M'Dini
- 2013 : L’Espoir est au bout du chemin d'Olivier Tangkun
- 2016 : Le Cabanon rose  de Jean-Pierre Mocky : la prostituée
- 2017 : Vive la crise !  de  Jean-François Davy
- 2017 : Vénéneuses de Jean-Pierre Mocky : Doris
- 2017 : Brice 3 de James Huth : Natachatte
- 2017 : Chacun sa vie de Claude Lelouch : la prostituée remplaçante numéro 2
- 2018 : Les Dents, pipi et au lit d’Emmanuel Gillibert : elle-même
- 2018 : Les Chatouilles d'Andréa Bescond et Éric Métayer : la danseuse au casting
- 2019 : Mon chien stupide d'Yvan Attal : Marie-Louise
- 2023 : Notre tout petit petit mariage de Frédéric Quiring : Océane
- 2023 : Les Déguns 2 de Cyrille Droux et Claude Zidi Jr. : Cindy

#### Courts métrages
- 2008 : Sweet home de Yilin Yang
- 2009 : Filmer ou mourir de Stéphane Berthomieux
- 2009 : Petite soirée chez Monsieur Vaillant d’Arnold De Parescau

### Télévision
- 2003 : Le Choising (45 épisodes, programme humoristique) - France 2
- 2012 : Mon histoire vraie d’Arnaud Legoff - TF1
- 2015 : Groland - Canal +
- 2017 : À votre service (prime time spécial Marseille) de Florian Hessique - MCE TV : Mademoiselle Pérez
- 2017 : Un dîner presque parfait - W9
- 2017 - 2022 : Plus belle la vie - France 3 : Ariane Hersant
- 2018 : Qu'est ce qu'on attend pour être heureux ? - M6
- 2023 : Astrid et Raphaëlle : Patronne du bar à Saint-Ouen (saison 4, épisode 8)
- Depuis 2024 : Plus belle la vie, encore plus belle : Ariane Hersant

## Théâtre
- 2003 : Le songe d'une nuit d'été de Shakespeare, mise en scène Armelle Rodriguez, Théâtre de Paris 20e[pas clair]
- 2008 : Clérambard de Marcel Aymé, mise en scène Nicolas Briançon, Théâtre Hébertot
- 2009-2012 : Couscous aux lardons de Farid Omri, Théâtre Montorgueil, tournée en France
- 2011 : Le Coup de la cigogne de Jean-Claude Isler, mise en scène Jean-Luc Moreau, Théâtre Saint-Georges
- 2012 : Nuit de folie de John Zera et Hadrien Raccah - Théâtre du Gymnase
- 2014 : Dix ans de mariage d'Alil Vardar
- 2015 : La Famille est dans le pré de Franck Le Hen
- 2015 : Bonjour tristesse de Franck Le Hen
- 2015 : Sans filtre de Laurent Baffie

## Discographie
- 2009 : Lola Marois
- 2016 : Les Voix des femmes - Indépendantes(single)
- 2017 : We need you know, collectif Les voix des femmes
- 2018 : Unissons nos voix (collectif Les Voix des Femmes)
- 2020 : Suavemente - Lola Marois - Dany - Vu Duo

## Publications
- 2013 : À demain mes amours… Le courageux combat de mes grands prématurés (biographie)
- 2017 : Bad Girl (roman)